# Монте-Карло (радиостанция)
Monte Carlo (также — «Радио Монте-Карло») — российская радиостанция, основанная 14 февраля 2000 года. Входит в состав медиахолдинга Русская медиагруппа, вещает в формате Contemporary hit radio.

## История
Радиостанция начала своё вещание 14 февраля 2000 года, сменив на этой частоте «Радио Классика». Первой песней, прозвучавшей в эфире, была «Ray of Light» певицы Мадонны. Аудитория радиостанции позиционировалась как «состоятельные и успешные люди», форматом являлись электронная музыка, даунтемпо, электро, эйсид-джаз и easy pop. В этом формате аудитория радио Монте-Карло пересекалась с аудиториями других активов РМГ — Динамит FM и Хит FM.
За год доля по Москве достигла 2,3% , её аудиторией в 150 тыс. человек стали привлекательные для рекламодателей 20–40-летние люди с относительно высоким уровнем дохода. Станция довольно быстро вышла на окупаемость, к 2004 г. её рентабельность достигала 100%.
В августе 2007 года продюсером стал DJ и сотрудник Радио Maximum Александр Нуждин, приоритетной стала лаунж-музыка. В январе 2008 года продюсером станции стал пришедший с DFM Илья Ефимов, при котором ставка была сделана на хаус.
В 2010 году станция являлась прибыльной.
В 2010-х форматом стали «классика джаза, поп- и рок-музыки». Целевой аудиторией считались мужчины и женщины в возрасте 30-50 лет с доходом выше среднего.
С 2019 года радиостанция через конкурсы Роскомнадзора на локальные частоты и франшизу начала формировать региональную сеть: к концу года имелось 18 городов вещания, к концу февраля 2020 года — 25, к концу 2020 года планировалось довести их число до 30.
К концу 2010-х годов Monte Carlo приносило около 10 % выручки всех радиостанций РМГ, являясь наиболее рентабельной радиостанцией группы.
Также существуют Регата «Радио Monte Carlo» и конные скачки Гран-при «Радио Monte Carlo», поддерживаемые РМГ.

## Рейтинги
По данным КОМКОН, в декабре 2007 года доля ежедневного слушания «Монте-Карло» среди аудитории 12 + составляла 1,2 %.
По состоянию на лето 2010 года рейтинги станции составляли 2-2,5 %.
По данным TNS Gallup Media за апрель--июнь 2015 года, среднесуточная аудитория «Русского радио» в Москве составляет 1,004 млн человек (второе место), DFM — 443,1 тыс., «Радио Maximum» — 434,7 тыс., «Радио Monte Carlo» — 426 тыс., «Хит FM» — 323,2 тыс. (все слушатели старше 12 лет)
По итогам 2017 года по данным Mediascope среднесуточная аудитория Monte Carlo в Москве среди слушателей старше 12 лет с 497 тыс. человек (4,6 % населения).
По итогам 2019 года среднесуточная аудитория в Москве составляла 620 тыс. человек (5,7 % населения), по всем городам с населением более 100 тыс. человек суточная аудитория станции составляла 1,6 млн человек (2,6 %).

## Города вещания

### Россия
- Альметьевск — 92.5 FM
- Анапа — 100.1 FM
- Апатиты — 103.1 FM
- Армавир — 106.4 FM
- Балаково — 96.6 FM
- Барнаул — 89.7 FM
- Белгород — 106.3 FM
- Белово — 98.4 FM
- Большеречье — 106.0 FM
- Бузулук — 100.6 FM
- Великие Луки — 100.4 FM
- Великий Новгород — 105.3 FM
- Владивосток — 105.7 FM
- Владикавказ — 107.5 FM
- Владимир — 88.4 FM
- Волгоград — 87.9 FM
- Воронеж — 107.2 FM
- Выкса — 93.4 FM
- Вышний Волочёк — 106.1 FM
- Геленджик — 88.4 FM
- Екатеринбург — 106.2 FM
- Иваново — 103.6 FM
- Ижевск — 97.4 FM
- Исилькуль — 106.0 FM
- Казань — 106.3 FM
- Калачинск — 106.0 FM
- Калининград — 100.9 FM
- Калуга — 96.7 FM
- Каменск-Уральский — 105.2 FM
- Каменск-Шахтинский — 100.0 FM
- Кашира — 89.8 FM
- Конаково — 94.2 FM
- Крутинка — 106.0 FM
- Курган — 88.7 FM
- Минеральные Воды — 94.6 FM
- Мичуринск — 100.7 FM
- Можайск — 99.9 FM
- Мончегорск — 105.2 FM
- Москва — 102.1 FM
- Мурманск — 99.2 FM
- Муромцево — 106.2 FM
- Набережные Челны — 89.5 FM
- Называевск — 106.5 FM
- Нальчик — 103.4 FM
- Находка — 106.7 FM
- Нефтеюганск — 107.3 FM
- Нижний Новгород — 102.4 FM
- Новосибирск — 102.6 FM
- Новый Уренгой — 90.3 FM
- Обнинск — 99.0 FM
- Одесское — 106.0 FM
- Оконешниково — 106.4 FM
- Омск — 106.2 FM
- Оренбург — 90.1 FM
- Орск — 96.9 FM
- Орёл — 104.8 FM
- Пермь — 107.2 FM
- Пенза — 107.5 FM
- Полтавка — 106.0 FM
- Пугачёв — 103.5 FM
- Пятигорск — 92.3 FM
- Ржев — 107.3 FM
- Ростов-на-Дону — 103.7 FM
- Рязань — 87.5 FM
- Самара — 91.0 FM
- Санкт-Петербург — 105.9 FM (собственный эфир)
- Саранск — 107.2 FM
- Саратов — 87.5 FM
- Саргатское — 106,4 FM
- Саров — 95.9 FM
- Сасово — 101.8 FM
- Седельниково — 106.2 FM
- Симферополь — 99.1 FM
- Сочи — 97.6 FM
- Сургут — 91.1 FM
- Таврическое — 106.4 FM
- Тара — 106.2 FM
- Тверь — 95.5 FM
- Тевриз — 106.2 FM
- Тимашёвск — 102.5 FM
- Тольятти — 107.9 FM
- Томск / Северск — 89.5 FM
- Торжок — 90.0 FM
- Туапсе — 91.9 FM
- Тула — 106.4 FM
- Тюкалинск — 106.4 FM
- Усть-Ишим — 102.1 FM
- Уссурийск — 102.3 FM
- Улан-Удэ — 101.9 FM
- Уфа — 102.5 FM
- Хабаровск — 101.4 FM
- Южно-Сахалинск — 102.9 FM
- Юрга — 99.0 FM
- Ялта — 98.1 FM
- Ямбург — 105.1 FM

### Вещание планируется
- Грозный — 95.9 FM
- Мариуполь — 99.3 FM
- Мелитополь — 91.7 FM
- Норильск — 88.7 FM
- Тарко-Сале — 101.4 FM
- Феодосия — 99.6 FM
- Южноуральск — 107.6 FM

### Вещание прекращено
- Астрахань — 103.7 FM (заменено на Радио Шансон, ныне Новое радио)
- Балашов — 102.0 FM (заменено на Европа Плюс)
- Белгород — 66.68 УКВ (заменено на Радио Шансон, сейчас частота закрыта) и 104.2 FM (заменено на Радио Шансон, ныне Радио NRJ)
- Большие Уки — 102.0 FM (частота закрыта)
- Братск — 101.2 FM (заменено на Love Radio, ныне Европа Плюс)
- Волгодонск — 105.3 FM (заменено на Маруся FM)
- Выборг — 99.8 FM (заменено на Ретро FM, ныне Love Radio)
- Иркутск — 106.4 FM (заменено на Русское Радио, ныне Радио NRJ) и 107.1 FM (заменено на Авторадио)
- Кемерово — 101.8 FM (заменено на DFM)
- Киров — 72.44 УКВ (заменено на Радио Шансон, сейчас частота закрыта)
- Ковдор — 103.4 FM (заменено на Ретро FM, сейчас частота закрыта)
- Краснодар — 106.0 FM (заменено на Новое радио Краснодара, ныне DFM)
- Курган — 70.94 УКВ (заменено на Радио РСН, сейчас частота закрыта) и 101.1 FM (заменено на Радио Флагман, ныне Юмор FM)
- Лангепас — 100.4 FM (заменено на Радио РСН, ныне Русское Радио)
- Новороссийск — 106.0 FM (частота закрыта)
- Обнинск — 103.4 FM (заменено на Авторадио)
- Павлоградка — 106.5 FM (частота закрыта)
- Пятигорск — 105.8 FM (заменено на DFM, ныне Радио Шансон)
- Санкт-Петербург — 103.4 FM (заменено на Русское Радио-2, ныне DFM)
- Саратов — 103.9 FM (заменено на Спорт FM, ныне Новое Радио)
- Сызрань — 92.8 FM (частота закрыта)
- Сыктывкар — 102.7 FM (заменено на Хит FM)
- Томск — 101.7 FM (заменено на Хит FM) и 107.1 FM (заменено на Love Radio, ныне Радио Дача)
- Тюмень — 90.4 FM (заменено на Маруся FM)
- Улан-Удэ — 102.8 FM (заменено на Эхо Москвы, ныне Радио Sputnik)
- Усинск — 107.4 FM (заменено на Хит FM, сейчас частота закрыта)
- Уссурийск — 106.7 FM (частота закрыта) (сейчас на 102.3 FM)
- Ухта — 104.5 FM (заменено на Хит FM)
- Чебоксары — 66.26 УКВ (заменено на Радио Шансон, сейчас частота закрыта)
- Черлак — 106.0 FM (частота закрыта)
- Чита — 102.0 FM (заменено на Радио Maximum, ныне Европа Плюс)
- Шербакуль — 106.4 FM (частота закрыта)

### Грузия
- Тбилиси — 101.4 FM (местный эфир)

### Казахстан
- Алма-Ата — 104.0 FM

### Кипр
- Лимасол — 104.5 FM